# Joan Jara
Joan Jara   (Londres, 20 de juliol de 1927 - Santiago de Xile, 12 de novembre de 2023) (nom de naixement Joan Alison Turner) va ser una ballarina i activista britànico-xilena, vídua del cantant folk xilè Víctor Jara. D'ençà l'assassinat del seu marit per part de la dictadura militar de Xile, es va dedicar a perpetuar la seva memòria, la seva obra i els seus valors. Va publicar el llibre An unfinished Song: The Life of Victor Jara (Una cançó inacabadaː La vida de Víctor Jara) l'any 1984, i va fundar la Fundació Víctor Jara el 1994.

## Biografia
Joan Jara va néixer a Anglaterra el 1927. Va conèixer el Víctor a la Universitat de Xile l'any 1961, on ell estudiava teatre i ella donava classes de dansa a l'escola de teatre. En aquesta època, Joan Jara també ballava al ballet nacional. Jara tenia una filla de menys d'un any (Manuela Bunster) d'un marit anterior, del qual n'estava separada. Víctor va tractar Manuela com a filla seva.
El 1970, amb la victòria electoral de Salvador Allende, Víctor i Joan Jara van ser molt actius en el renaixement cultural arreu de Xile, organitzant esdeveniments culturals per a donar suport al nou govern socialista del país.
El seu marit va ser torturat i assassinat en el cop d'estat de 1973 del general Pinochet. El cos de Víctor Jara fou mutilat i llençat davant l'entrada de l'estadi de Xile, que s'havia convertit en "un camp de concentració improvisat", perquè el poguessin veure altres presoners. Les seves restes van ser traslladades a un tanatori, on un funcionari va poder identificar-lo i contactar amb Joan, que va recuperar el seu cos i li va donar un enterrament ràpid clandestí al Cementiri General abans de fugir del país exiliada a la Gran Bretanya amb les seves filles Manuela i Amanda. Abans de morir, Víctor havia escrit un missatge dins de l'estadi a la seva dona, dient-li on havia aparcat el seu cotxe i dient que l'estimava, missatge que se li va fer arribar d'amagat.
Joan va marxar de Xile l'any 1973, va canviar el seu cognom de naixement pel de Jara i es va dedicar a perpetuar la memòria del seu marit, les seves obres i els seus valors. Va tornar a Xile el 1984, moment en què va crear el Centre de Dansa Espiral, en què va formar unes quantes generacions de ballarins i coreògrafs. Joan va fundar la Fundació Víctor Jara l'octubre de 1994 amb l'objectiu de promoure i continuar la tasca de Jara. Va donar a conèixer un poema que Jara va escriure abans de la seva mort sobre les condicions dels presos a l'estadi. El poema, escrit en un paper que un amic va poder treure de l'estadi amagat a la sabata, es coneix com a "Estadi Xile" (l'estadi ara es coneix com a Estadi Víctor Jara).
El 2021, Joan Jara va obtenir el Premi Nacional d’Arts de la Representació i Audiovisuals de Xile.

## Demanda civil
El 2013, Joan Jara va presentar una demanda civil contra un antic militar xilè, Pedro Barrientos, al qual acusa com a responsable de l'assassinat del seu marit, que feia 20 anys que vivia a Florida i s'havia convertit en ciutadà estatunidenc per matrimoni. La demanda es va presentar en virtut de la Llei de protecció de les víctimes de la tortura i l'Estatut d'Alien Tort, una llei federal estatunidenca que permet als tribunals del país jutjar disputes estrangeres sobre drets humans. Barrientos i sis persones més van ser acusades de l'assassinat de Jara el desembre de 2012 a partir del testimoni corroborat d'un recluta.
El 2015, 42 anys després de la mort de Víctor Jara, antics oficials militars xilens van ser acusats del seu assassinat.